# Кендзьор Петро Іванович
Кендзьор Петро Іванович (8 вересня 1967) — український педагог, громадський діяч, доктор педагогічних наук, член правління Всеукраїнської асоціації викладачів історії та суспільних дисциплін «Нова Доба».

## Життєпис
У 1984—1991 рр. навчався у Тернопільському державному педагогічного інституті (з дворічною перервою на службу в армії).
Протягом 1991—2000 рр. працював вчителем зарубіжної літератури та німецької мови у загальноосвітній школі № 75 м. Львова.
У 1993—1994 рр. навчався у Львівському державному університеті ім. Івана Франка (екстерном).
1994—2000 рр. — спеціаліст Міжнародного центру освіти, науки та культури Міністерства освіти України (за сумісництвом).
У 1996—1997 рр. — навчання в Goethe Institute (Маннгайм, Німеччина).
Впродовж 2002—2004 рр. — аспірант Інституту проблем виховання Академії педагогічних наук України. Тема дисертації: «Інноваційні форми громадянського виховання старшокласників». Науковий керівник — Сухомлинська Ольга Василівна.
У 2008—2013 рр. працював викладачем у Львівському інституті менеджменту (теорія і практика комунікації, психологія управління).
у 2013—2016 р. — докторант Інституту проблем виховання Національної академії педагогічних наук України. Тема дисертації: «Теорія і практика полікультурного виховання у загальноосвітньому навчальному закладі». Науковий консультант — Сухомлинська Ольга Василівна.
У 2016—2018 р.р.— керівник проекту «Інтеграція через діалог. Освітня, психологічна та інтеграційна допомога дітям, які постраждали від воєнних дій на Сході України та анексії Криму». Проект реалізовувався за підтримки Європейського Союзу в Україні.
Також у 2015 р. став членом команди тренерів по підготовці нової патрульної поліції м. Львова.
У 2016—2019 р.р. викладач кафедри суспільних дисциплін Львівського обласного інституту підвищення кваліфікації педагогічних кадрів.
У 2017—2021 член робочої групи проекту "Громадянська освіта для відповідального громадянства. Розробка навчальних матеріалів та підготовка вчителів України до викладання інтегрованого курсу «Громадянська освіта .10 клас» Головний редактор навчальних матеріалів та онлайн курсу з громадянської освіти www.citizen.in.u a

## Науково-методичний доробок
1. (співавтор) Ми — громадяни України: навч. посібник з громад. освіти для 9 (10) кл. загальноосвітніх навчальних закладів / Авторський колектив: Дем'янчук О., Ігнатова І., Кендзьор П., Костюк І., Мазак А. За ред. О. І. Пометун. — Львів: ЗУКЦ, 2008. –254 с.
2. (співавтор) Громадянська освіта для класного керівника. Методичний посібник з громадянського виховання для 5-12 класів загальноосвітніх навчальних закладів / за ред. Вербицької П. В. Авторський колектив: Войтенко О., Дяків Я., Ігнатова І., Кендзьор П., Пометун О.
3. Кендзьор П. Євроклуби в Україні. Організація роботи та успішний досвід. закладів / П. Кендзьор — Львів: ЗУКЦ, 2008. –54 с.
4. (співавтор) Нові підходи до історичної освіти в умовах багатокультурного суспільства: навч. посіб. для студ. ВНЗ / К. О. Баханов, С. С. Баханова, Є. В. Більченко, В. О. Венгерська, П. В. Вербицька, П. І. Кендзьор, І. А. Костюк, С. О. Терно / за заг. ред. К. О. Баханова. — Л.: ЗУКЦ,2012.-164с.
5. (співавтор та головний редактор) Разом на одній землі. Історія України багатокультурна: посібник з історії для учнів старших класів загальноосвітніх навчальних закладів / Авторський колектив: О. Кісь, В. Мисан, С. Антіпова, М. Варшавська, П. Вербицька, Н. Герасим, Н. Голосова, Т. Гошко, П. Кендзьор, О. Кожемяка, О. Козорог, О. Міхеєва, О. Педан-Слєпухіна. — Львів: ЗУКЦ, 2012.– 330 с.
6. (співавтор) Спільна історія. Діалог культур: навчальний посібник з історії для учнів старших класів загальноосвітніх навчальних закладів / Авторський колектив: П. Вербицька, Н. Голосова, В. Дяків, П. Кендзьор, О. Ковалевська, О. Козорог, Н. Маркусь, Л. Малес, О. Міхеєва, В. Середа, О. Педан-Слєпухіна. — Львів: ЗУКЦ, 2013. — 256 с.
7. Кендзьор П. І. Як бути громадянином України. Педагогічні технології громадянського виховання / П. І. Кендзьор. — Львів: ЗУКЦ. — 2015.
8. Кендзьор П. І. Ми серед інших. Інші серед нас. Форми і методи полікультурного виховання: навч.-метод. посіб. для педагогів загальноосвіт. навч. закладів / П. І. Кендзьор. — Львів: ЗУКЦ, 2016. — 160 с.
9. Кендзьор П. І. Інтеграція через діалог. Система організації полікультурного виховання у школі: [монографія] / П. І. Кендзьор. — Львів: Панорама, 2016. — 378 с.
10. (співавтор). Громадянська освіта  (інтегрований курс. рівень стандарту) Підручник для учнів 10 класу загальноосвітніх навчальних закладів. / П. Вербицька, О. Волошенюк, Г. Горленко та ін — Київ: Літера ЛТД, 2018, — 2004 с.  (Гриф МОН України — "Рекомендовано " (Протокол № 2 засідання конкурсної комісії від 03 квітня 2018 р)
11. (співавтор та головний редактор).Громадянська освіта. 3D Демократії: думаємо, дбаємо, діємо [Архівовано 15 червня 2022 у Wayback Machine.][1] : методичний посібник до курсу громадянської освіти для 10-го класу закладів загальної середньої освіти: [в 7-ми частинах] / П. Вербицька, О. Волошенюк, Г. Горленко та ін. ; за ред. П. Кендзьора. — Львів: ВД «Панорама», 2018. — Гриф Міністерства освіти і науки України "Схвалено для використання у загальноосвітніх або професійно-технічних навчальних закладах (Лист 22.1/12-Г-531 від 10.07.18)

### Інтерв'ю
«Класна школа» в Польщі та Україні [Архівовано 21 березня 2016 у Wayback Machine.] для порталу «Освітня політика»
·"Сучасні діти не є легковажними. Вони відповідально ставляться до свого майбутнього" [Архівовано 14 червня 2021 у Wayback Machine.] для інтернет видання «Українська правда»